# Sesbania notialis
Sesbania notialis är en ärtväxtart som beskrevs av Jan Bevington Gillett. Sesbania notialis ingår i släktet Sesbania och familjen ärtväxter. Inga underarter finns listade i Catalogue of Life.